# Dirck de Vrije
Dirck de Vrije (overleden Gouda, 1681) was schilder en burgemeester in de Noord-Nederlandse stad Gouda.

## Biografie
De Vrije zou een verwant zijn van de in 1643 overleden glasschilder Adriaen Gerritsz. de Vrije. Hij was een leerling van de Goudse schilder Wouter Crabeth II, maar zou volgens de stadshistoricus Ignatius Walvis ook bij een Utrechtse meester in de leer  zijn geweest en diverse reizen naar Frankrijk hebben gemaakt. De Vrije was kunstschilder, maar verlegde gaandeweg zijn leven zijn aandacht naar een meer bestuurlijke loopbaan. In 1668 werd hij lid van de Goudse vroedschap. Na de wetsverzetting van 1672 bleef hij gehandhaafd als lid van de vroedschap. In dat jaar was hij namens Gouda bewindhebber bij de VOC in Amsterdam. In 1670 was hij schepen. In de jaren 1673, 1674 en 1675 was hij burgemeester van Gouda. In 1676 en 1677 vervulde hij de regentenfunctie van fabriekmeester. In 1678, 1679 en 1681 was hij weer burgemeester. De Vrije overleed in 1681.